# Curt Tyllén
Curt Tyllén, född 8 januari 1901 i Kungsholms församling, Stockholm, död 3 april 1949 i Gustaf Vasa församling, Stockholm, var en svensk motorcykelförare. Han var under mitten av 1930-talet en av Sveriges främsta sidvagnsförare i back- och jordbanetävlingar.
Tyllén, som var verksam som fabrikör i Stockholm, började tävla 1926, vann på Husqvarna sidvagnsklassen i svenska mästerskapet på 1 000 meter jordbana 1934–1936 och innehade rekordet i ett flertal backtävlingar. Han deltog även i isbanetävlingar och segrade bland annat i Vallentunaloppets sidvagnsklass 1934. Tyllén är gravsatt på Norra begravningsplatsen utanför Stockholm.